# Denise Karbon
Denise Karbon nació el 16 de agosto de 1980 en Bressanone (Italia), es una esquiadora que ha ganado 2 Medallas en el Campeonato del Mundo (1 de plata y 1 de bronce), 1 Copa del Mundo en disciplina de Eslalon Gigante y 6 victorias en la Copa del Mundo de Esquí Alpino (con un total de 16 podiums).

## Resultados

### Juegos Olímpicos de Invierno
- 2002 en Salt Lake City, Estados Unidos
  - Eslalon Gigante: 14.ª
- 2010 en Vancouver, Canadá
  - Eslalon: 18.ª
  - Eslalon Gigante: 23.ª

### Campeonatos Mundiales
- 2003 en St. Moritz, Suiza
  - Eslalon Gigante: 2.ª
  - Eslalon: 27.ª
- 2007 en Åre, Suecia
  - Eslalon Gigante: 3.ª
- 2009 en Val d'Isère, Francia
  - Eslalon Gigante: 4.ª
  - Eslalon: 4.ª
- 2011 en Garmisch-Partenkirchen, Alemania
  - Eslalon Gigante: 4.ª

### Copa del Mundo

#### Clasificación general Copa del Mundo
- 1999-2000: 41.ª
- 2000-2001: 48.ª
- 2001-2002: 80.ª
- 2002-2003: 26.ª
- 2003-2004: 23.ª
- 2005-2006: 85.ª
- 2006-2007: 53.ª
- 2007-2008: 10.ª
- 2008-2009: 18.ª
- 2009-2010: 32.ª
- 2010-2011: 54.ª
- 2011-2012: 53.ª

#### Clasificación por disciplinas (Top-10)
- 2002-2003:
  - Eslalon Gigante: 6.ª
- 2003-2004:
  - Eslalon Gigante: 2.ª
- 2007-2008:
  - Eslalon Gigante: 1.ª
- 2008-2009:
  - Eslalon Gigante: 6.ª
- 2009-2010:
  - Eslalon Gigante: 9.ª

#### Victorias en la Copa del Mundo (6)

##### Eslalon Gigante (6)
| Fecha                   | Lugar           |
| ----------------------- | --------------- |
| 13 de diciembre de 2003 | Alta Badia      |
| 27 de octubre de 2007   | Soelden         |
| 24 de noviembre de 2007 | Panorama        |
| 28 de diciembre de 2007 | Lienz           |
| 5 de enero de 2008      | Spindleruv Mlyn |
| 26 de enero de 2008     | Ofterschwang    |